# Скрипунова
Скрипуно́ва (рос. Скрипунова) — присілок у складі Ханти-Мансійського району Ханти-Мансійського автономного округу Тюменської області, Росія. Входить до складу Нялінського сільського поселення.
Населення — 7 осіб (2010, 10 у 2002).
Національний склад станом на 2002 рік: росіяни — 100 %.